# Serie A2 2021-2022 (pallamano maschile)
La Serie A2 2021-2022 è stata la 52ª edizione del secondo massimo torneo di pallamano maschile in Italia.
Ad essere promosse in Serie A sono Romagna, dopo quattro stagioni d'assenza dalla massima serie, e Fondi, dopo solo una stagione, che ha inoltre ha vinto la Coppa Italia di categoria.

## Avvenimenti
Il 10 luglio a seguito del Consiglio Federale, vengono ufficializzate le compagini che prendono parte al campionato: nel girone B è presente la squadra federale Campus Italia, squadra nazionale Under-17 fuori classifica; sono stati due i ripescaggi, che hanno coinvolto Mezzocorona nel girone A e Girgenti nel girone C.
Il 2 agosto vengono resi noti i calendari per la stagione regolare di tutti e tre i gironi.
Il 1º ottobre è ufficiale la rinuncia alla partecipazione nel girone C della Pallamano Noci.

## Formula

### Stagione regolare
Il campionato si svolge tra 39 squadre divise in tre gironi che si affrontano, in una fase iniziale, con la formula del girone all'italiana con partite di andata e ritorno.
Per ogni incontro i punti assegnati in classifica sono così determinati:
- due punti per la squadra che vinca l'incontro;
- un punto per il pareggio;
- zero punti per la squadra che perda l'incontro.

### Final6 Promozione e Coppa Italia
Alle Final6 Promozione si qualificano le squadre classificate al 1º e 2º dei rispettivi gironi.
Al termine delle Final6 le prime due squadre qualificate vengono promosse in Serie A - 1ª Divisione Nazionale, mentre la prima classificata viene proclamata vincitrice della Coppa Italia di Serie A2.

### Retrocessioni
Le squadre classificate agli ultimi tre posti dei gironi A e B e le ultime due classificate del girone C vengono retrocesse in Serie B.

## Girone A

### Squadre partecipanti
| Squadra           | Città                      | Allenatore                                       | Palasport             | Stagione precedente               |
| ----------------- | -------------------------- | ------------------------------------------------ | --------------------- | --------------------------------- |
| Cassano Magnago B | Cassano Magnago (VA)       | Davide Kolec                                     | PalaTacca             | 9º posto Girone A                 |
| Cologne           | Cologne (BS)               | Adnan Hozić                                      | PalaDante             | 5º posto Girone A                 |
| Emmeti            | Camisano Vicentino (VI)    | Dragan Raijć                                     | PalaStadio            | 6º posto Girone A                 |
| Ferrara United    | Ferrara                    | Antonj Laera                                     | Palaboschetto         | 8º posto Girone A                 |
| Malo              | Malo (VI)                  | Mario Murino                                     | PalaDeledda           | 1º posto Girone A                 |
| Mezzocorona       | Mezzocorona (TN)           | Luigi Agostini                                   | PalaFornai            | 13º posto Girone A                |
| Molteno           | Molteno (LC)               | Branko Dumnić                                    | Pala San Giorgio      | 15º posto in Serie A-1ª D.N.      |
| Oriago            | Oriago (VE)                | Giampaolo Leandri                                | Palestra Comunale     | Vincitrice playoff Serie B-Area 3 |
| Palazzolo         | Palazzolo sull'Oglio (BS)  | Riccardo Riccardi                                | Palasport polivalente | 1º posto in Serie B-Area 2        |
| Parma             | Parma                      | Petar Palazov                                    | Pala Del Bono         | 11º posto Girone B                |
| San Vito          | San Vito di Leguzzano (VI) | Roberto Stedile                                  | Pala San Vito         | 10º posto Girone A                |
| Secchia Rubiera B | Rubiera (RE)               | Yassine Lassouli (1ª-11ª) Luca Ferroni (12ª-26ª) | PalaBursi             | Vincitrice spareggio Serie B      |
| Torri             | Torri di Quartesolo (VI)   | Admir Jašarević                                  | PalaVillanova         | 3º posto Girone A                 |
| Vigasio           | Vigasio (VR)               | Lucio Ribaudo                                    | Palasport Via Alzeri  | 11º posto Girone A                |

### Risultati
| Andata       | Andata | 1ª/14ª giornata           | Ritorno | Ritorno    |
|              |        |                           |         |            |
| 11 settembre | 29-23  | Ferrara Utd - Vigasio     | 30-26   | 1 marzo    |
| 11 settembre | 22-28  | Cologne - Molteno         | 20-29   | 9 feb.     |
| 11 settembre | 40-18  | Emmeti - Oriago           | 27-27   | 22 gennaio |
| 11 settembre | 31-30  | Palazzolo - San Vito      | 26-36   | 22 gennaio |
| 11 settembre | 33-21  | Mezzocorona - S.Rubiera B | 22-28   | 22 gennaio |
| 12 set.      | 24-31  | C.Magnago B - Malo        | 25-41   | 22 gennaio |
| 11 set.      | 22-25  | Parma - Torri             | 28-31   | 22 gennaio |

| Andata       | Andata | 2ª/15ª giornata         | Ritorno | Ritorno    |
|              |        |                         |         |            |
| 18 settembre | 25-23  | Torri - C.Magnago B     | 18-18   | 30 gen.    |
| 18 settembre | 29-33  | S.Rubiera B - Palazzolo | 20-37   | 29 gennaio |
| 18 settembre | 23-36  | San Vito - Emmeti       | 19-31   | 29 gennaio |
| 18 settembre | 36-21  | Molteno - Ferrara Utd   | 27-28   | 20 feb.    |
| 18 settembre | 31-23  | Vigasio - Parma         | 28-32   | 29 gennaio |
| 18 settembre | 34-20  | Malo - Mezzocorona      | 26-24   | 29 gennaio |
| 18 settembre | 19-20  | Oriago - Cologne        | 19-27   | 23 feb.    |

| Andata       | Andata | 3ª/16ª giornata       | Ritorno | Ritorno    |
|              |        |                       |         |            |
| 25 settembre | 28-28  | Cologne - San Vito    | 23-23   | 5 febbraio |
| 25 settembre | 30-21  | Emmeti - S.Rubiera B  | 31-20   | 5 febbraio |
| 25 settembre | 23-28  | Palazzolo - Malo      | 27-25   | 5 febbraio |
| 25 settembre | 26-30  | Oriago - Molteno      | 18-31   | 5 febbraio |
| 25 settembre | 20-33  | Mezzocorona - Torri   | 22-32   | 5 febbraio |
| 26 set.      | 26-27  | C.Magnago B - Vigasio | 27-20   | 5 febbraio |
| 25 set.      | 21-25  | Parma - Ferrara Utd   | 20-26   | 5 febbraio |

| Andata    | Andata | 4ª/17ª giornata           | Ritorno | Ritorno     |
|           |        |                           |         |             |
| 2 ottobre | 28-28  | Torri - Palazzolo         | 27-26   | 12 febbraio |
| 2 ottobre | 23-28  | S.Rubiera B - Cologne     | 21-37   | 12 febbraio |
| 2 ottobre | 28-23  | Ferrara Utd - C.Magnago B | 19-29   | 13 feb.     |
| 2 ottobre | 22-18  | San Vito - Oriago         | 24-22   | 12 febbraio |
| 2 ottobre | 44-23  | Molteno - Parma           | 35-25   | 12 febbraio |
| 2 ottobre | 20-21  | Vigasio - Mezzocorona     | 22-25   | 12 febbraio |
| 2 ottobre | 31-24  | Malo - Emmeti             | 21-21   | 12 febbraio |

| Andata     | Andata | 5ª/18ª giornata           | Ritorno | Ritorno     |
|            |        |                           |         |             |
| 16 ottobre | 24-29  | San Vito - Molteno        | 22-28   | 26 febbraio |
| 16 ottobre | 27-34  | Cologne - Malo            | 17-26   | 26 febbraio |
| 16 ottobre | 21-15  | Emmeti - Torri            | 22-28   | 26 febbraio |
| 16 ottobre | 25-26  | Palazzolo - Vigasio       | 28-24   | 26 febbraio |
| 16 ottobre | 40-27  | Oriago - S.Rubiera B      | 26-20   | 26 febbraio |
| 16 ottobre | 26-25  | Mezzocorona - Ferrara Utd | 23-29   | 26 febbraio |
| 17 ott.    | 37-24  | C.Magnago B - Parma       | 22-21   | 26 febbraio |

| Andata     | Andata | 6ª/19ª giornata         | Ritorno | Ritorno |
|            |        |                         |         |         |
| 23 ottobre | 36-27  | Torri - Cologne         | 23-22   | 5 marzo |
| 23 ottobre | 23-32  | S.Rubiera B - San Vito  | 27-36   | 5 marzo |
| 23 ottobre | 25-19  | Ferrara Utd - Palazzolo | 31-24   | 5 marzo |
| 23 ottobre | 26-23  | Molteno - C.Magnago B   | 22-20   | 6 marzo |
| 23 ottobre | 23-28  | Vigasio - Emmeti        | 23-31   | 5 marzo |
| 23 ottobre | 30-24  | Malo - Oriago           | 23-18   | 5 marzo |
| 23 ottobre | 25-26  | Parma - Mezzocorona     | 32-34   | 5 marzo |

| Andata     | Andata | 7ª/20ª giornata           | Ritorno | Ritorno  |
|            |        |                           |         |          |
| 30 ottobre | 20-39  | S.Rubiera B - Molteno     | 28-43   | 12 mar.  |
| 30 ottobre | 24-35  | San Vito - Malo           | 28-31   | 12 mar.  |
| 30 ottobre | 28-23  | Cologne - Vigasio         | 30-22   | 12 mar.  |
| 30 ottobre | 29-24  | Emmeti - Ferrara Utd      | 30-15   | 12 mar.  |
| 30 ottobre | 29-28  | Palazzolo - Parma         | 30-32   | 12 mar.  |
| 30 ottobre | 16-23  | Oriago - Torri            | 23-30   | 12 mar.  |
| 30 ottobre | 31-25  | Mezzocorona - C.Magnago B | 26-30   | 13 marzo |

| Andata      | Andata | 8ª/21ª giornata         | Ritorno | Ritorno  |
|             |        |                         |         |          |
| 13 novembre | 29-25  | Torri - San Vito        | 32-22   | 26 marzo |
| 13 novembre | 26-22  | Ferrara Utd - Cologne   | 22-25   | 26 marzo |
| 13 novembre | 34-19  | Molteno - Mezzocorona   | 33-29   | 26 marzo |
| 13 novembre | 28-28  | Vigasio - Oriago        | 26-29   | 26 marzo |
| 13 novembre | 36-22  | Malo - S.Rubiera B      | 35-29   | 26 marzo |
| 14 nov.     | 35-28  | C.Magnago B - Palazzolo | 20-25   | 26 marzo |
| 13 nov.     | 24-40  | Parma - Emmeti          | 27-38   | 26 marzo |

| Andata      | Andata | 9ª/22ª giornata         | Ritorno | Ritorno  |
|             |        |                         |         |          |
| 20 novembre | 14-30  | S.Rubiera B - Torri     | 20-31   | 2 aprile |
| 20 novembre | 32-25  | San Vito - Vigasio      | 32-26   | 2 aprile |
| 20 novembre | 26-23  | Cologne - Parma         | 36-32   | 2 aprile |
| 20 novembre | 42-17  | Emmeti - C.Magnago B    | 31-20   | 3 aprile |
| 20 novembre | 37-20  | Palazzolo - Mezzocorona | 18-31   | 2 aprile |
| 20 novembre | 26-20  | Malo - Molteno          | 24-25   | 2 aprile |
| 20 novembre | 20-20  | Oriago - Ferrara Utd    | 20-26   | 2 aprile |

| Andata      | Andata | 10ª/23ª giornata       | Ritorno | Ritorno  |
|             |        |                        |         |          |
| 27 novembre | 29-34  | Torri - Malo           | 27-31   | 9 aprile |
| 27 novembre | 28-22  | Ferrara Utd - San Vito | 24-24   | 9 aprile |
| 27 novembre | 26-23  | Molteno - Palazzolo    | 26-17   | 9 aprile |
| 27 novembre | 39-18  | Vigasio - S.Rubiera B  | 28-29   | 9 aprile |
| 27 novembre | 25-37  | Mezzocorona - Emmeti   | 29-33   | 9 aprile |
| 28 nov.     | 25-20  | C.Magnago B - Cologne  | 21-31   | 9 aprile |
| 27 nov.     | 20-26  | Parma - Oriago         | 28-28   | 9 aprile |

| Andata     | Andata | 11ª/24ª giornata          | Ritorno | Ritorno   |
|            |        |                           |         |           |
| 4 dicembre | 22-25  | Torri - Molteno           | 25-37   | 23 aprile |
| 4 dicembre | 19-41  | S.Rubiera B - Ferrara Utd | 19-32   | 23 aprile |
| 4 dicembre | 30-24  | San Vito - Parma          | 27-33   | 23 aprile |
| 4 dicembre | 25-18  | Cologne - Mezzocorona     | 25-24   | 23 aprile |
| 4 dicembre | 30-21  | Emmeti - Palazzolo        | 24-16   | 23 aprile |
| 4 dicembre | 30-28  | Malo - Vigasio            | 30-21   | 23 aprile |
| 4 dicembre | 27-23  | Oriago - C.Magnago B      | 18-23   | 24 aprile |

| Andata      | Andata | 12ª/25ª giornata       | Ritorno | Ritorno   |
|             |        |                        |         |           |
| 11 dicembre | 24-41  | Ferrara Utd - Malo     | 21-25   | 30 aprile |
| 11 dicembre | 30-24  | Emmeti - Molteno       | 26-21   | 30 aprile |
| 11 dicembre | 16-30  | Vigasio - Torri        | 26-26   | 30 aprile |
| 11 dicembre | 24-27  | Palazzolo - Cologne    | 16-17   | 30 aprile |
| 22 dic.     | 25-28  | Mezzocorona - Oriago   | 22-26   | 30 aprile |
| 12 dic.     | 29-25  | C.Magnago B - San Vito | 24-32   | 30 aprile |
| 11 dic.     | 36-34  | Parma - S.Rubiera B    | 25-24   | 30 aprile |

| Andata      | Andata | 13ª/26ª giornata          | Ritorno | Ritorno  |
|             |        |                           |         |          |
| 8 febbraio  | 28-24  | Torri - Ferrara Utd       | 28-34   | 7 maggio |
| 18 dicembre | 5-0    | S.Rubiera B - C.Magnago B | 13-33   | 8 maggio |
| 18 dicembre | 31-28  | San Vito - Mezzocorona    | 23-26   | 7 maggio |
| 18 dicembre | 25-33  | Cologne - Emmeti          | 24-33   | 7 maggio |
| 18 dicembre | 31-22  | Molteno - Vigasio         | 36-24   | 7 maggio |
| 18 dicembre | 36-33  | Malo - Parma              | 32-24   | 7 maggio |
| 18 dicembre | 28-31  | Oriago - Palazzolo        | 28-34   | 7 maggio |

### Classifica
Fonte: sito ufficiale FIGH
|  | Pos. | Squadra                | Pt | G  | V  | N | S  | GF  | GS  | D    |
|  | ---- | ---------------------- | -- | -- | -- | - | -- | --- | --- | ---- |
|  | 1.   | Malo                   | 47 | 26 | 23 | 1 | 2  | 796 | 629 | +167 |
|  | 2.   | Emmeti                 | 46 | 26 | 22 | 2 | 2  | 808 | 581 | +217 |
|  | 3.   | Molteno                | 44 | 26 | 22 | 0 | 4  | 785 | 607 | +178 |
|  | 4.   | Torri                  | 37 | 26 | 17 | 3 | 6  | 711 | 626 | +85  |
|  | 5.   | Ferrara United         | 32 | 26 | 15 | 2 | 9  | 677 | 649 | +28  |
|  | 6.   | Cologne                | 30 | 26 | 14 | 2 | 10 | 659 | 651 | +8   |
|  | 7.   | San Vito               | 23 | 26 | 10 | 3 | 13 | 696 | 716 | -20  |
|  | 8.   | Palazzolo              | 21 | 26 | 10 | 1 | 15 | 676 | 701 | -25  |
|  | 9.   | Oriago                 | 18 | 26 | 7  | 4 | 15 | 620 | 680 | -60  |
|  | 10.  | Mezzocorona            | 18 | 26 | 9  | 0 | 17 | 649 | 732 | -83  |
|  | 11.  | Cassano Magnago B (-5) | 16 | 26 | 10 | 1 | 15 | 622 | 656 | -34  |
|  | 12.  | Parma                  | 11 | 26 | 5  | 1 | 20 | 685 | 800 | -115 |
|  | 13.  | Vigasio                | 10 | 26 | 4  | 2 | 20 | 647 | 634 | -87  |
|  | 14.  | Secchia Rubiera B      | 6  | 26 | 3  | 0 | 23 | 574 | 833 | -259 |

Legenda:
      Qualificata ai playoff promozione.
      Retrocessione.

## Girone B

### Squadre partecipanti
| Squadra        | Città                      | Allenatore                                                                   | Palasport                     | Stagione precedente               |
| -------------- | -------------------------- | ---------------------------------------------------------------------------- | ----------------------------- | --------------------------------- |
| Ambra          | Poggio a Caiano (PO)       | Luca Maraldi                                                                 | PalaPacetti                   | 9º posto Girone B                 |
| Bologna United | Bologna                    | Emanuele Panetti                                                             | Palestra "V. Moratello"       | 10º posto Girone B                |
| Camerano       | Camerano (AN)              | Fernando Capurro (1ª-9ª) Davide Campana (10ª-13ª) Filiberto Kokuca (14ª-26ª) | Palasport "D. Principi"       | 3º posto Girone B                 |
| Campus Italia  | Chieti                     | Riccardo Trillini                                                            | Centro Tecnico Federale       | Ammessa                           |
| Chiaravalle    | Chiaravalle (AN)           | Andrea Guidotti                                                              | Palasport Via Firenze         | 8º posto Girone B                 |
| Cingoli        | Cingoli (MC)               | Sergio Palazzi                                                               | Palasport "Luigino Quaresima" | 13º posto in Serie A-1ª D.N.      |
| Follonica      | Follonica (GR)             | Matteo Pesci                                                                 | PalaGolfo                     | 5º posto Girone B                 |
| Ogan Pescara   | Pescara                    | Michele Mastrangelo                                                          | Palasport Giovanni Paolo II   | Vincitrice playoff Serie B-Area 6 |
| Prato          | Prato                      | Luca Moro                                                                    | Palestra Gramsci Keynes       | 1º posto in Serie B-Area 5        |
| Romagna        | Faenza (RA)                | Domanico Tassinari                                                           | PalaCattani                   | 7º posto Girone A                 |
| San Lazzaro    | San Lazzaro di Savena (BO) | Andrea Fabbri                                                                | PalaSavena                    | Vincitrice playoff Serie B-Area 4 |
| Casalgrande    | Casalgrande (RE)           | Matteo Corradini                                                             | PalaKeope                     | 6º posto Girone B                 |
| Teramo         | Teramo                     | Marcello Fonti                                                               | PalaBinchi                    | 4º posto Girone B                 |
| Verdeazzurro   | Sassari                    | Patrizia Canu                                                                | PalaSantoru                   | 7º posto Girone B                 |

### Risultati
| Andata       | Andata | 1ª/14ª giornata             | Ritorno | Ritorno |
|              |        |                             |         |         |
| 11 settembre | 29-30  | 85 San Lazzaro - Ambra      | 39-30   | 23 feb. |
| 11 settembre | 33-35  | Follonica - Pescara         | 32-30   | 23 gen. |
| 11 settembre | 32-36  | Casalgrande - Verdeazzurro  | 26-32   | 22 gen. |
| 11 settembre | 26-22  | Campus Italia - Bologna Utd | 28-29   | 3 feb.  |
| 11 settembre | 25-27  | Lions Teramo - Cingoli      | 22-31   | 23 feb. |
| 12 settembre | 14-40  | Prato - Romagna             | 16-43   | 22 gen. |
| 12 settembre | 18-16  | Camerano - Chiaravalle      | 23-28   | 23 gen. |

| Andata       | Andata | 2ª/15ª giornata           | Ritorno | Ritorno    |
|              |        |                           |         |            |
| 19 set.      | 27-20  | Chiaravalle - Prato       | 26-20   | 30 gen.    |
| 18 settembre | 41-22  | Cingoli - Campus Italia   | 30-29   | 29 gennaio |
| 18 settembre | 28-31  | Bologna Utd - Casalgrande | 30-32   | 29 gennaio |
| 19 set.      | 31-30  | Pescara - 85 San Lazzaro  | 25-35   | 19 marzo   |
| 18 settembre | 29-33  | Ambra - Camerano          | 30-25   | 19 feb.    |
| 18 settembre | 33-31  | Romagna - Lions Teramo    | 25-24   | 16 marzo   |
| 18 settembre | 27-27  | Verdeazzurro - Follonica  | 37-31   | 29 gen.    |

| Andata       | Andata | 3ª/16ª giornata            | Ritorno | Ritorno    |
|              |        |                            |         |            |
| 25 settembre | 38-28  | Follonica - Bologna Utd    | 26-26   | 5 feb.     |
| 25 settembre | 22-35  | Casalgrande - Cingoli      | 23-41   | 30 marzo   |
| 25 settembre | 26-34  | Campus Italia - Romagna    | 29-33   | 5 feb.     |
| 25 settembre | 31-33  | Verdeazzurro - Pescara     | 30-26   | 22 feb.    |
| 25 settembre | 30-15  | Lions Teramo - Chiaravalle | 26-28   | 6 febbraio |
| 26 settembre | 26-34  | Prato - Ambra              | 17-37   | 6 febbraio |
| 26 settembre | 25-25  | Camerano - 85 San Lazzaro  | 20-27   | 2 marzo    |

| Andata    | Andata | 4ª/17ª giornata             | Ritorno | Ritorno     |
|           |        |                             |         |             |
| 3 ott.    | 29-32  | Chiaravalle - Campus Italia | 26-37   | 23 marzo    |
| 2 ottobre | 39-28  | Cingoli - Follonica         | 37-30   | 20 marzo    |
| 2 ottobre | 31-26  | 85 San Lazzaro - Prato      | 27-20   | 13 feb.     |
| 2 ottobre | 23-32  | Bologna Utd - Verdeazzurro  | 21-27   | 12 feb.     |
| 3 ott.    | 24-28  | Pescara - Camerano          | 24-21   | 9 marzo     |
| 2 ottobre | 16-27  | Ambra - Teramo              | 29-39   | 12 febbraio |
| 2 ottobre | 48-34  | Romagna - Casalgrande       | 37-33   | 12 febbraio |

| Andata     | Andata | 5ª/18ª giornata               | Ritorno | Ritorno     |
|            |        |                               |         |             |
| 16 ottobre | 25-27  | Bologna Utd - Pescara         | 28-29   | 27 feb.     |
| 16 ottobre | 28-39  | Follonica - Romagna           | 30-25   | 26 feb.     |
| 16 ottobre | 28-30  | Casalgrande - Chiaravalle     | 31-31   | 27 feb.     |
| 16 ottobre | 27-29  | Campus Italia - Ambra         | 36-37   | 9 marzo     |
| 16 ottobre | 25-41  | Verdeazzurro - Cingoli        | 28-42   | 26 febbraio |
| 16 ottobre | 27-21  | Lions Teramo - 85 San Lazzaro | 22-25   | 26 febbraio |
| 17 ott.    | 28-34  | Prato - Camerano              | 19-36   | 27 feb.     |

| Andata     | Andata | 6ª/19ª giornata                | Ritorno | Ritorno |
|            |        |                                |         |         |
| 24 ott.    | 34-31  | Chiaravalle - Follonica        | 30-26   | 5 marzo |
| 23 ottobre | 34-19  | Cingoli - Bologna Utd          | 37-21   | 5 marzo |
| 23 ottobre | 27-22  | 85 San Lazzaro - Campus Italia | 29-32   | 5 marzo |
| 24 ott.    | 31-24  | Pescara - Prato                | 25-22   | 6 marzo |
| 23 ottobre | 32-39  | Ambra - Casalgrande            | 31-31   | 5 marzo |
| 23 ottobre | 35-20  | Romagna - Verdeazzurro         | 26-25   | 5 marzo |
| 24 ott.    | 22-23  | Camerano - Lions Teramo        | 22-23   | 5 marzo |

| Andata     | Andata | 7ª/20ª giornata              | Ritorno | Ritorno  |
|            |        |                              |         |          |
| 30 ottobre | 35-21  | Cingoli - Pescara            | 34-21   | 13 marzo |
| 30 ottobre | 19-28  | Bologna Utd - Romagna        | 21-35   | 12 marzo |
| 6 nov.     | 32-29  | Follonica - Ambra            | 26-35   | 12 marzo |
| 30 ottobre | 29-23  | Casalgrande - 85 San Lazzaro | 24-29   | 12 marzo |
| 30 ottobre | 28-29  | Campus Italia - Camerano     | 30-33   | 13 marzo |
| 30 ottobre | 28-30  | Verdeazzurro - Chiaravalle   | 40-26   | 13 marzo |
| 30 ottobre | 36-19  | Lions Teramo - Prato         | 27-23   | 13 marzo |

| Andata      | Andata | 8ª/21ª giornata            | Ritorno | Ritorno  |
|             |        |                            |         |          |
| 14 nov.     | 40-31  | Chiaravalle - Bologna Utd  | 25-25   | 26 marzo |
| 13 nov.     | 29-30  | 85 San Lazzaro - Follonica | 29-35   | 27 marzo |
| 14 nov.     | 17-24  | Pescara - Lions Teramo     | 21-23   | 26 marzo |
| 13 novembre | 22-28  | Ambra - Verdeazzurro       | 24-29   | 26 marzo |
| 13 novembre | 27-28  | Romagna - Cingoli          | 27-29   | 26 marzo |
| 14 novembre | 14-30  | Prato - Campus Italia      | 24-46   | 26 marzo |
| 14 novembre | 36-36  | Camerano - Casalgrande     | 33-27   | 26 marzo |

| Andata      | Andata | 9ª/22ª giornata               | Ritorno | Ritorno  |
|             |        |                               |         |          |
| 20 novembre | 33-19  | Cingoli - Chiaravalle         | 39-17   | 3 aprile |
| 20 novembre | 23-29  | Bologna Utd - Ambra           | 26-26   | 2 aprile |
| 20 novembre | 32-22  | Follonica - Camerano          | 28-23   | 3 aprile |
| 20 novembre | 34-32  | Casalgrande - Prato           | 33-28   | 3 aprile |
| 20 novembre | 24-25  | Campus Italia - Lions Teramo  | 29-26   | 2 aprile |
| 20 novembre | 37-28  | Romagna - Pescara             | 32-18   | 3 aprile |
| 20 novembre | 30-27  | Verdeazzurro - 85 San Lazzaro | 22-31   | 2 aprile |

| Andata      | Andata | 10ª/23ª giornata             | Ritorno | Ritorno  |
|             |        |                              |         |          |
| 28 nov.     | 29-38  | Chiaravalle - Romagna        | 11-23   | 9 aprile |
| 27 nov.     | 28-21  | 85 San Lazzaro - Bologna Utd | 27-24   | 9 aprile |
| 28 nov.     | 30-35  | Pescara - Campus Italia      | 24-32   | 9 aprile |
| 27 novembre | 30-33  | Ambra - Cingoli              | 22-36   | 9 aprile |
| 27 novembre | 39-25  | Lions Teramo - Casalgrande   | 31-26   | 9 aprile |
| 28 novembre | 26-31  | Prato - Follonica            | 32-44   | 9 aprile |
| 28 novembre | 25-32  | Camerano - Verdeazzurro      | 19-23   | 9 aprile |

| Andata     | Andata | 11ª/24ª giornata            | Ritorno | Ritorno   |
|            |        |                             |         |           |
| 5 dic.     | 31-30  | Chiaravalle - Pescara       | 16-23   | 24 aprile |
| 4 dicembre | 27-27  | Cingoli - 85 San Lazzaro    | 32-33   | 23 aprile |
| 4 dicembre | 23-23  | Bologna Utd - Camerano      | 27-29   | 24 aprile |
| 4 dicembre | 22-23  | Follonica - Lions Teramo    | 27-31   | 23 aprile |
| 4 dicembre | 27-31  | Casalgrande - Campus Italia | 27-26   | 23 aprile |
| 4 dicembre | 37-25  | Romagna - Ambra             | 28-21   | 23 aprile |
| 4 dicembre | 38-19  | Verdeazzurro - Prato        | 43-24   | 24 aprile |

| Andata      | Andata | 12ª/25ª giornata            | Ritorno | Ritorno   |
|             |        |                             |         |           |
| 11 dicembre | 21-27  | 85 San Lazzaro - Romagna    | 28-36   | 30 aprile |
| 11 dicembre | 34-28  | Casalgrande - Pescara       | 24-25   | 1 maggio  |
| 11 dicembre | 29-33  | Ambra - Chiaravalle         | 27-26   | 1 maggio  |
| 11 dicembre | 27-22  | Campus Italia - Follonica   | 33-31   | 30 aprile |
| 12 gen.     | 24-25  | Lions Teramo - Verdeazzurro | 25-29   | 30 aprile |
| 12 dicembre | 22-30  | Prato - Bologna Utd         | 31-32   | 30 aprile |
| 12 dicembre | 23-45  | Camerano - Cingoli          | 29-36   | 30 aprile |

| Andata      | Andata | 13ª/26ª giornata             | Ritorno | Ritorno  |
|             |        |                              |         |          |
| 19 dicembre | 25-31  | Chiaravalle - 85 San Lazzaro | 26-33   | 7 maggio |
| 18 dicembre | 47-27  | Cingoli - Prato              | 48-21   | 8 maggio |
| 18 dicembre | 21-27  | Bologna Utd - Lions Teramo   | 26-29   | 7 maggio |
| 18 dicembre | 30-29  | Follonica - Casalgrande      | 28-38   | 7 maggio |
| 19 dicembre | 29-32  | Pescara - Ambra              | 29-28   | 7 maggio |
| 18 dicembre | 32-26  | Romagna - Camerano           | 25-22   | 8 maggio |
| 18 dicembre | 32-40  | Verdeazzurro - Campus Italia | 20-42   | 7 maggio |

### Classifica
Fonte: sito ufficiale FIGH
|  | Pos. | Squadra             | Pt | G  | V  | N | S  | GF  | GS  | D    |
|  | ---- | ------------------- | -- | -- | -- | - | -- | --- | --- | ---- |
|  | 1.   | Cingoli             | 49 | 26 | 24 | 1 | 1  | 937 | 638 | +299 |
|  | 2.   | Romagna             | 48 | 26 | 24 | 0 | 2  | 855 | 631 | +216 |
|  | 3.   | Teramo (-1)         | 33 | 26 | 17 | 0 | 9  | 709 | 628 | +81  |
|  | 4.   | Verdeazzurro        | 33 | 26 | 16 | 1 | 9  | 769 | 741 | +28  |
|  | 5.   | San Lazzaro         | 30 | 26 | 14 | 2 | 10 | 743 | 698 | +45  |
|  | 6.   | Campus Italia       | 28 | 26 | 14 | 0 | 12 | 799 | 730 | +69  |
|  | 7.   | Camerano            | 23 | 26 | 10 | 3 | 13 | 684 | 715 | -31  |
|  | 8.   | Follonica           | 22 | 26 | 10 | 2 | 14 | 773 | 798 | -25  |
|  | 9.   | Ambra               | 22 | 26 | 10 | 2 | 14 | 743 | 783 | -40  |
|  | 10.  | Ogan Pescara        | 22 | 26 | 11 | 0 | 15 | 684 | 758 | -74  |
|  | 11.  | Chiaravalle         | 22 | 26 | 10 | 2 | 14 | 669 | 757 | -88  |
|  | 12.  | Casalgrande         | 21 | 26 | 9  | 3 | 14 | 775 | 830 | -55  |
|  | 13.  | Bologna United (-3) | 7  | 26 | 3  | 4 | 19 | 649 | 766 | -117 |
|  | 14.  | Prato               | 0  | 26 | 0  | 0 | 26 | 594 | 910 | -316 |

Legenda:
      Qualificata ai playoff promozione.
      Retrocessione.

## Girone C

### Squadre partecipanti
| Squadra          | Città               | Allenatore          | Palasport              | Stagione precedente          |
| ---------------- | ------------------- | ------------------- | ---------------------- | ---------------------------- |
| Aetna Mascalucia | Mascalucia (CT)     | Piero Pistone       | PalaWagner             | 1º posto in Serie B-Area 9   |
| Atellana         | Orta di Atella (CE) | Jakša Boglić        | PalaJacazzi            | 1º posto in Serie B-Area 7   |
| Benevento        | Benevento           | Rui Carvalho        | Pala Valentino Ferrara | 3º posto Girone C            |
| Fondi            | Fondi (LT)          | Giacinto De Santis  | Pala Santa Maria       | 14º posto in Serie A-1ª D.N. |
| Girgenti         | Agrigento           | Calogero Gelo       | PalaForum              | 2º posto in Serie B-Area 9   |
| Haenna           | Enna                | Salvatore Cardaci   | Palasport comunale     | 6º posto Girone C            |
| Il Giovinetto    | Petrosino (TP)      | Tommaso Fiorino     | Complesso polivalente  | 7º posto Girone C            |
| Lanzara          | Salerno             | Nikola Manojlović   | PalaPalumbo            | 2º posto Girone B            |
| Mascalucia       | Mascalucia (CT)     | Fabrizio Fiumicelli | PalaWagner             | 4º posto Girone C            |
| Noci             | Noci (BA)           | Domenico Iaia       | Pala De Luca           | 1º posto Girone C            |
| CUS Palermo      | Palermo             | Ignazio Aragona     | PalaCUS                | 5º posto Girone C            |
| Ragusa           | Ragusa              | Mario Gulino        | Palestra "G. Parisi"   | 8º posto Girone C            |

### Risultati
| Andata     | Andata | 1ª/12ª giornata         | Ritorno | Ritorno    |
|            |        |                         |         |            |
| 16 ottobre | 32-32  | Mascalucia - Girgenti   | 32-37   | 6 febbraio |
| 16 ottobre | 34-35  | Lanzara - Ragusa        | 32-27   | 6 febbraio |
| 16 ottobre | 31-17  | Haenna - Il Giovinetto  | 33-29   | 7 febbraio |
| annullata  | -      | Noci - Aetna Mascalucia | -       | annullata  |
| 16 ottobre | 36-25  | Fondi - Palermo         | 28-22   | 6 febbraio |
| 16 ottobre | 20-19  | Benevento - Atellana    | 23-23   | 6 febbraio |

| Andata     | Andata | 2ª/13ª giornata           | Ritorno | Ritorno     |
|            |        |                           |         |             |
| 23 ottobre | 26-24  | Atellana - Mascalucia     | 21-28   | 12 febbraio |
| 24 ottobre | 25-27  | Il Giovinetto - Lanzara   | 23-35   | 12 febbraio |
| 24 ottobre | 24-35  | Aetna Mascalucia - Haenna | 27-27   | 12 febbraio |
| annullata  | -      | Ragusa - Noci             | -       | annullata   |
| 23 ottobre | 26-42  | Girgenti - Fondi          | 27-34   | 12 febbraio |
| 23 ottobre | 35-28  | Palermo - Benevento       | 31-35   | 12 febbraio |

| Andata     | Andata | 3ª/14ª giornata              | Ritorno | Ritorno     |
|            |        |                              |         |             |
| 30 ottobre | 30-32  | Haenna - Lanzara             | 29-33   | 26 febbraio |
| 30 ottobre | 34-23  | Atellana - Girgenti          | 32-26   | 26 febbraio |
| 6 nov.     | 28-32  | Mascalucia - Il Giovinetto   | 29-42   | 12 aprile   |
| annullata  | -      | Noci - Palermo               | -       | annullata   |
| 30 ottobre | 36-31  | Fondi - Ragusa               | 33-36   | 26 feb.     |
| 30 ottobre | 40-18  | Benevento - Aetna Mascalucia | 31-23   | 27 feb.     |

| Andata      | Andata | 4ª/15ª giornata               | Ritorno | Ritorno   |
|             |        |                               |         |           |
| annullata   | -      | Lanzara - Noci                | -       | annullata |
| 13 nov.     | 37-32  | Palermo - Atellana            | 30-29   | 5 marzo   |
| 14 nov.     | 26-30  | Aetna Mascalucia - Mascalucia | 28-28   | 5 marzo   |
| 13 novembre | 32-28  | Haenna - Girgenti             | 31-32   | 5 marzo   |
| 13 novembre | 36-32  | Ragusa - Benevento            | 33-39   | 20 aprile |
| 14 nov.     | 26-31  | Il Giovinetto - Fondi         | 18-32   | 5 marzo   |

| Andata      | Andata | 5ª/16ª giornata             | Ritorno | Ritorno   |
|             |        |                             |         |           |
| 20 nov.     | 35-25  | Fondi - Lanzara             | 37-24   | 12 marzo  |
| annullata   | -      | Noci - Haenna               | -       | annullata |
| 20 novembre | 34-17  | Atellana - Aetna Mascalucia | 31-25   | 13 marzo  |
| 20 novembre | 29-32  | Girgenti - Palermo          | 31-33   | 12 marzo  |
| 20 novembre | 30-34  | Mascalucia - Ragusa         | 25-40   | 12 marzo  |
| 20 novembre | 34-18  | Benevento - Il Giovinetto   | 39-33   | 4 maggio  |

| Andata      | Andata | 6ª/17ª giornata             | Ritorno | Ritorno   |
|             |        |                             |         |           |
| 27 novembre | 29-26  | Lanzara - Benevento         | 38-31   | 26 aprile |
| 27 novembre | 25-31  | Haenna - Fondi              | 30-35   | 26 marzo  |
| 27 novembre | 28-24  | Ragusa - Atellana           | 35-30   | 26 marzo  |
| 28 nov.     | 24-32  | Aetna Mascalucia - Girgenti | 21-26   | 26 marzo  |
| 27 nov.     | 38-31  | Palermo - Mascalucia        | 32-28   | 26 marzo  |
| annullata   | -      | Il Giovinetto - Noci        | -       | annullata |

| Andata     | Andata | 7ª/18ª giornata            | Ritorno | Ritorno   |
|            |        |                            |         |           |
| annullata  | -      | Fondi - Noci               | -       | annullata |
| 4 dicembre | 36-32  | Benevento - Haenna         | 29-34   | 11 maggio |
| 4 dicembre | 45-30  | Palermo - Aetna Mascalucia | 31-26   | 3 aprile  |
| 4 dicembre | 32-39  | Girgenti - Ragusa          | 34-40   | 2 aprile  |
| 4 dicembre | 35-42  | Mascalucia - Lanzara       | 24-35   | 2 aprile  |
| 4 dicembre | 25-20  | Atellana - Il Giovinetto   | 23-31   | 3 aprile  |

| Andata    | Andata | 8ª/19ª giornata          | Ritorno | Ritorno   |
|           |        |                          |         |           |
| annullata | -      | Noci - Benevento         | -       | annullata |
| 11 dic.   | 33-34  | Ragusa - Palermo         | 35-34   | 9 aprile  |
| 11 dic.   | 34-28  | Haenna - Mascalucia      | 33-30   | 9 aprile  |
| 13 dic.   | 25-26  | Il Giovinetto - Girgenti | 38-29   | 9 aprile  |
| 12 dic.   | 30-25  | Lanzara - Atellana       | 29-22   | 9 aprile  |
| 13 dic.   | 26-39  | Aetna Mascalucia - Fondi | 11-38   | 9 aprile  |

| Andata      | Andata | 9ª/20ª giornata           | Ritorno | Ritorno   |
|             |        |                           |         |           |
| 18 dic.     | 24-29  | Benevento - Fondi         | 33-34   | 23 aprile |
| 19 dic.     | 28-46  | Aetna Mascalucia - Ragusa | 31-39   | 23 aprile |
| annullata   | -      | Mascalucia - Noci         | -       | annullata |
| 18 dicembre | 28-31  | Palermo - Il Giovinetto   | 26-36   | 24 aprile |
| 18 dicembre | 27-31  | Girgenti - Lanzara        | 28-45   | 23 aprile |
| 18 dicembre | 31-31  | Atellana - Haenna         | 0-5     | 13 maggio |

| Andata     | Andata | 10ª/21ª giornata           | Ritorno | Ritorno   |
|            |        |                            |         |           |
| 22 gennaio | 36-24  | Fondi - Mascalucia         | 49-24   | 30 aprile |
| 22 gennaio | 35-30  | Benevento - Girgenti       | 41-34   | 30 aprile |
| annullata  | -      | Noci - Atellana            | -       | annullata |
| 9 feb.     | 23-28  | Il Giovinetto - Ragusa     | 33-41   | 30 aprile |
| 22 gen.    | 38-23  | Lanzara - Aetna Mascalucia | 38-15   | 1 maggio  |
| 8 feb.     | 32-29  | Haenna - Palermo           | 31-34   | 30 aprile |

| Andata      | Andata | 11ª/22ª giornata                 | Ritorno | Ritorno   |
|             |        |                                  |         |           |
| 29 gennaio  | 25-25  | Mascalucia - Benevento           | 26-36   | 7 maggio  |
| 19 febbraio | 23-30  | Atellana - Fondi                 | 25-38   | 7 maggio  |
| annullata   | -      | Girgenti - Noci                  | -       | annullata |
| 29 gennaio  | 30-36  | Palermo - Lanzara                | 31-38   | 7 maggio  |
| 30 gennaio  | 26-32  | Aetna Mascalucia - Il Giovinetto | 28-38   | 8 maggio  |
| 16 febbraio | 37-34  | Ragusa - Haenna                  | 25-39   | 7 maggio  |

### Classifica
Fonte: sito ufficiale FIGH
|  | Pos. | Squadra          | Pt | G  | V  | N | S  | GF  | GS  | D    |
|  | ---- | ---------------- | -- | -- | -- | - | -- | --- | --- | ---- |
|  | 1.   | Fondi            | 38 | 20 | 19 | 0 | 1  | 703 | 505 | +198 |
|  | 2.   | Lanzara          | 34 | 20 | 17 | 0 | 3  | 671 | 556 | +113 |
|  | 3.   | Ragusa           | 30 | 20 | 15 | 0 | 5  | 698 | 637 | +61  |
|  | 4.   | Benevento        | 24 | 20 | 10 | 2 | 7  | 635 | 578 | +57  |
|  | 5.   | Haenna           | 22 | 20 | 10 | 2 | 8  | 608 | 567 | +41  |
|  | 6.   | CUS Palermo      | 22 | 20 | 11 | 0 | 9  | 637 | 635 | +2   |
|  | 7.   | Il Giovinetto    | 16 | 20 | 8  | 0 | 12 | 570 | 599 | -29  |
|  | 8.   | Girgenti         | 11 | 20 | 5  | 1 | 14 | 589 | 676 | -84  |
|  | 9.   | Atellana (-7)    | 7  | 20 | 6  | 2 | 12 | 509 | 530 | -21  |
|  | 10.  | Mascalucia       | 7  | 20 | 2  | 3 | 15 | 561 | 678 | -117 |
|  | 11.  | Aetna Mascalucia | 2  | 20 | 0  | 2 | 18 | 477 | 698 | -221 |

Legenda:
      Qualificata ai playoff promozione.
      Retrocessione.

## Playoff

### Formula
I playoff si sono tenuti in sede unica al Centro Tecnico federale di Chieti, dal 18 al 22 maggio 2022.
Le squadre vengono suddivise in due gironi all’italiana a tre squadre ciascuno, con successive semifinali incrociate e finale 1º-2º posto. I sorteggi per la composizione dei giorni sono stati effettuati il 10 maggio a Roma.

### Squadre qualificate
| Girone A | Girone B | Girone C |
| -------- | -------- | -------- |
| Malo     | Cingoli  | Fondi    |
| Emmeti   | Romagna  | Lanzara  |

### Girone A

#### Risultati
| Arbitri: | Mattia Bassan Andrea Bernardelle (Vicenza) |

|             |           |          |
| Lo Cicero 8 | Marcatori | Cañete 9 |

| Arbitri: | Hannes Wierer (Merano) Stfeano Pipitone (Alcamo) |

|           |           |           |
| Cañete 16 | Marcatori | Piazzon 5 |

| Arbitri: | Marcello Carrino Stefano Pellegrino (Napoli) |

|           |           |             |
| Azzolin 7 | Marcatori | Lo Cicero 8 |

#### Classifica
|  | Pos. | Squadra | Pt | G | V | N | S | GF | GS | D   | Note       |
|  | ---- | ------- | -- | - | - | - | - | -- | -- | --- | ---------- |
|  | 1.   | Fondi   | 4  | 2 | 2 | 0 | 0 | 56 | 44 | +12 | Semifinale |
|  | 2.   | Romagna | 2  | 2 | 1 | 0 | 1 | 51 | 52 | -1  | Semifinale |
|  | 3.   | Emmeti  | 0  | 2 | 0 | 0 | 2 | 45 | 56 | -11 |            |

### Girone B

#### Risultati
| Arbitri: | Hannes Wieser (Merano) Stefano Pipitone (Alcamo) |

|                |           |                  |
| D'Benedetto 11 | Marcatori | Monteiro Silva 7 |

| Arbitri: | Marcello Carrino Stefano Pellegrino (Napoli) |

|             |           |          |
| Marchioro 9 | Marcatori | Vulić 10 |

| Arbitri: | Mattia Bassan Andrea Bernardelle (Vicenza) |

|          |           |                |
| Vulić 17 | Marcatori | D'Benedetto 11 |

#### Classifica
|  | Pos. | Squadra | Pt | G | V | N | S | GF | GS | D  | Note       |
|  | ---- | ------- | -- | - | - | - | - | -- | -- | -- | ---------- |
|  | 1.   | Lanzara | 2  | 2 | 1 | 0 | 1 | 71 | 66 | +5 | Semifinale |
|  | 2.   | Malo    | 2  | 2 | 1 | 0 | 1 | 60 | 60 | +0 | Semifinale |
|  | 3.   | Cingoli | 2  | 2 | 1 | 0 | 1 | 59 | 64 | -5 |            |

### Semifinali
| Arbitri: | Giovanni Fato Luigi Guarini (Fasano) |

|          |           |             |
| Cañete 9 | Marcatori | Marchioro 7 |

| Arbitri: | Carlo Dionisi Stefano Maccarone (L'Aquila) |

|          |           |            |
| Vulić 13 | Marcatori | Mazzanti 7 |

### Finale
| Arbitri: | Ismael Id Ammou (Scandiano) Michele Tempone (Fasano) |

|          |           |             |
| Cañete 7 | Marcatori | Lo Cicero 4 |